# Judaïsme en mouvement
Judaïsme en mouvement (JEM) est une association cultuelle régie par les lois de 1901 et 1905, issue du rapprochement en 2019 de l’Union libérale israélite de France (ULIF) et du Mouvement juif libéral de France (MJLF).

## Histoire

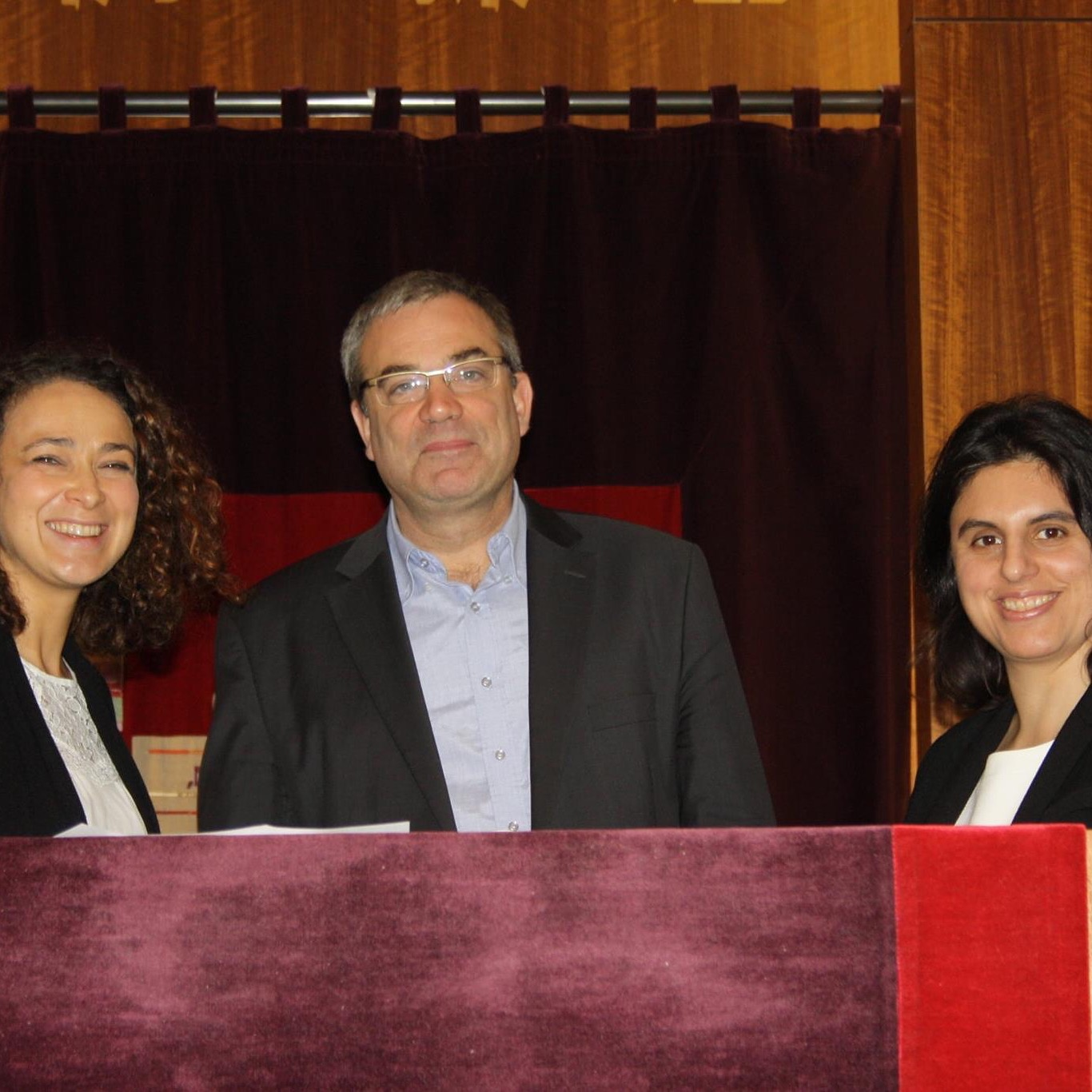
Les rabbins Delphine Horvilleur, Yann Boissière et Floriane Chinsky en 2014.

Judaïsme En Mouvement est le fruit du rapprochement entre deux associations cultuelles juives libérales de France. L'Union libérale israélite de France  est créée en 1907 avec une synagogue au 24 rue Copernic dans le 16e arrondissement de Paris. Le Mouvement juif libéral de France est issu de cette dernière en 1977, avec une synagogue 11 rue Gaston-de-Caillavet dans le 15e arrondissement, et une autre depuis 1983 au 24 rue du Surmelin dans le 20e arrondissement,.
Judaïsme En Mouvement a pour objectif de « réunir des femmes et des hommes autour d’un judaïsme ouvert, moderne, égalitaire, accueillant et inclusif. ». L’association a pour objectif de rassembler les courants libéraux et massorti, et souhaite se « déployer partout en France pour permettre aux jeunes, aux Juifs isolés, aux couples mixtes, à tous, de venir à la rencontre de leur judaïsme ». Elle « se veut porteuse des traditions juives et de l’héritage des valeurs républicaines ». 
Judaïsme En Mouvement est coprésidé par Jean-François Bensahel et Gad Weil et animé par les rabbins Yann Boissière, Floriane Chinsky, Gabriel Farhi, Philippe Haddad, Delphine Horvilleur, Jonas Jacquelin, et Josué Ferreira. 
La charte des rabbins de Judaïsme En Mouvement prévoit l’usage du français, parallèlement à l’hébreu, durant les offices, et une stricte égalité entre hommes et femmes « dans la vie communautaire et cultuelle ». Judaïsme En Mouvement a « la volonté de porter en France une voix juive, moderne, qui a vocation de parler à la totalité des Français juifs, prônant l'égalité hommes / femmes et très impliqué dans l'inter-religieux ».